# 新高円寺駅
新高円寺駅（しんこうえんじえき）は、東京都杉並区高円寺南二丁目にある、東京地下鉄（東京メトロ）丸ノ内線の駅である。駅番号はM 03。

## 年表
- 1961年（昭和36年）11月1日：帝都高速度交通営団（営団地下鉄）荻窪線の駅として開業。
- 1972年（昭和47年）4月1日：荻窪線を丸ノ内線に改称。
- 2003年（平成15年）2月：業務委託駅となる。
- 2004年（平成16年）4月1日：帝都高速度交通営団（営団地下鉄）民営化に伴い、当駅は東京地下鉄（東京メトロ）に継承される[2]。
- 2007年（平成19年）3月18日：ICカード「PASMO」の利用が可能となる[3]。

## 駅構造
青梅街道直下に相対式ホーム2面2線を有する地下駅。各ホーム間は改札内通路により連絡している。改札口は各ホームの荻窪寄りにそれぞれホームに直結した形と2012年12月1日に供用開始した池袋方面ホームのエレベーター専用改札の計3か所ある。

### のりば
| 番線 | 路線     | 行先             |
| ---- | -------- | ---------------- |
| 1    | 丸ノ内線 | 荻窪方面         |
| 2    | 丸ノ内線 | 池袋・方南町方面 |

（出典：東京メトロ:構内図）

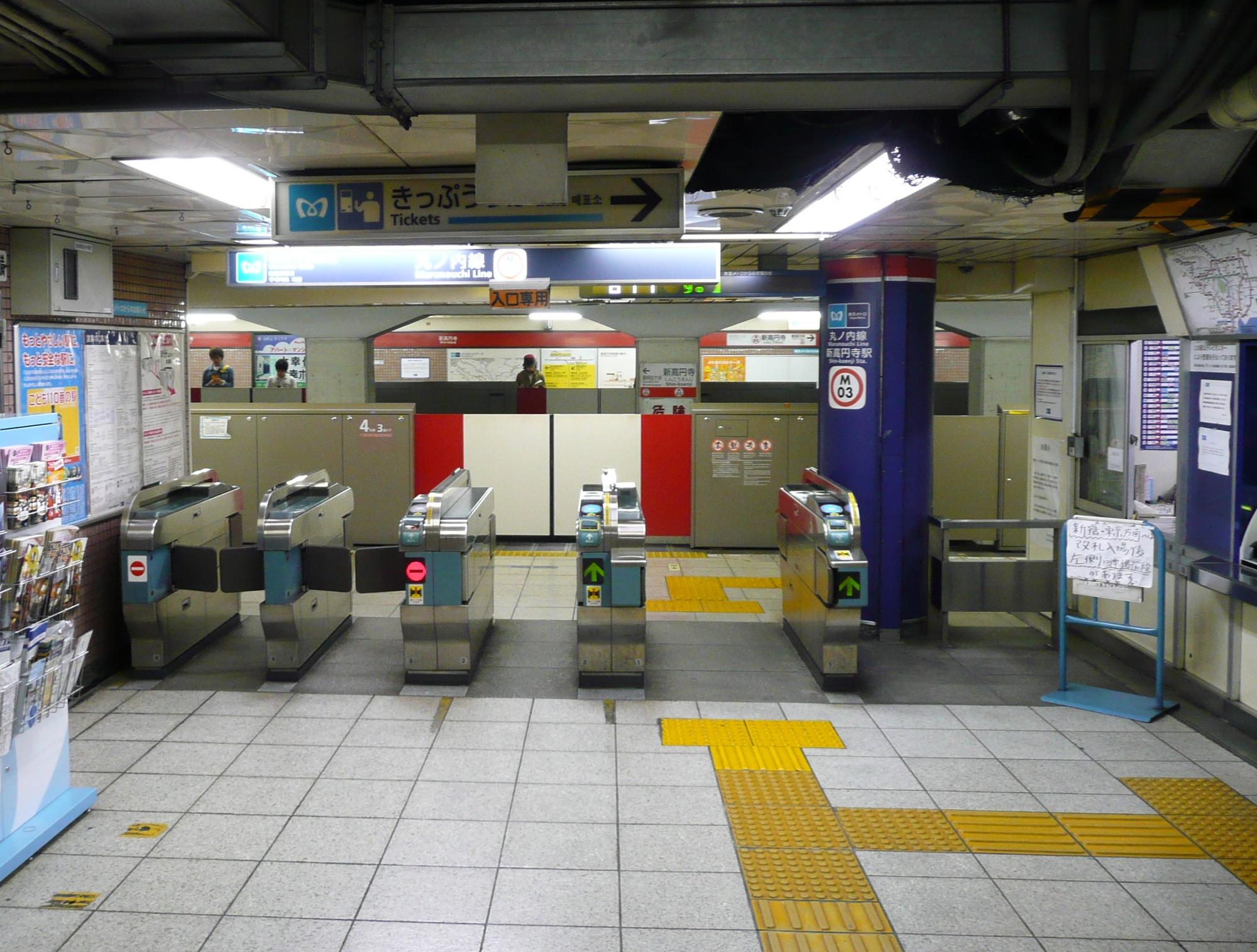
1番線ホーム側改札口（2011年10月）
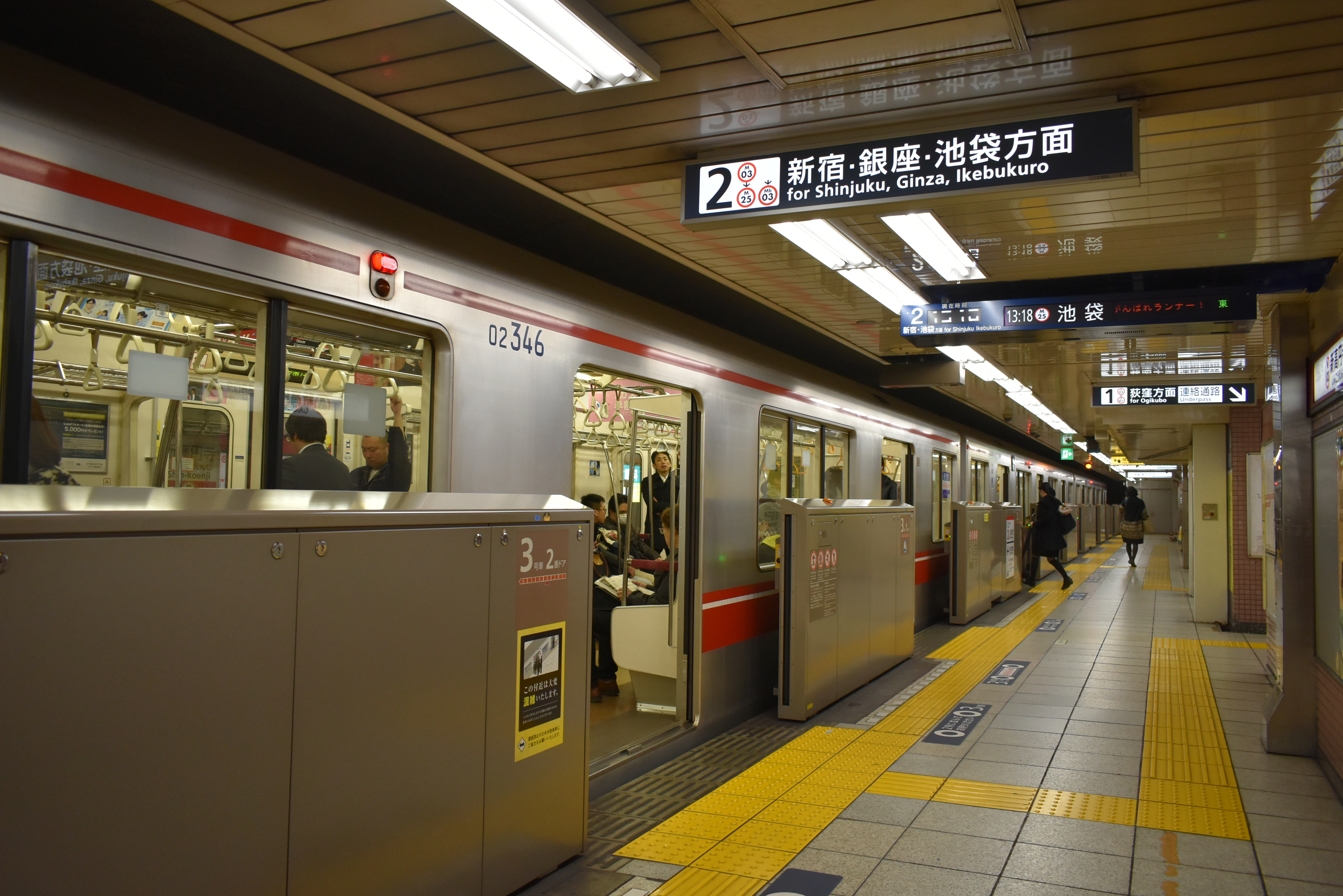
新宿駅方面行きホーム（2019年3月1日撮影）
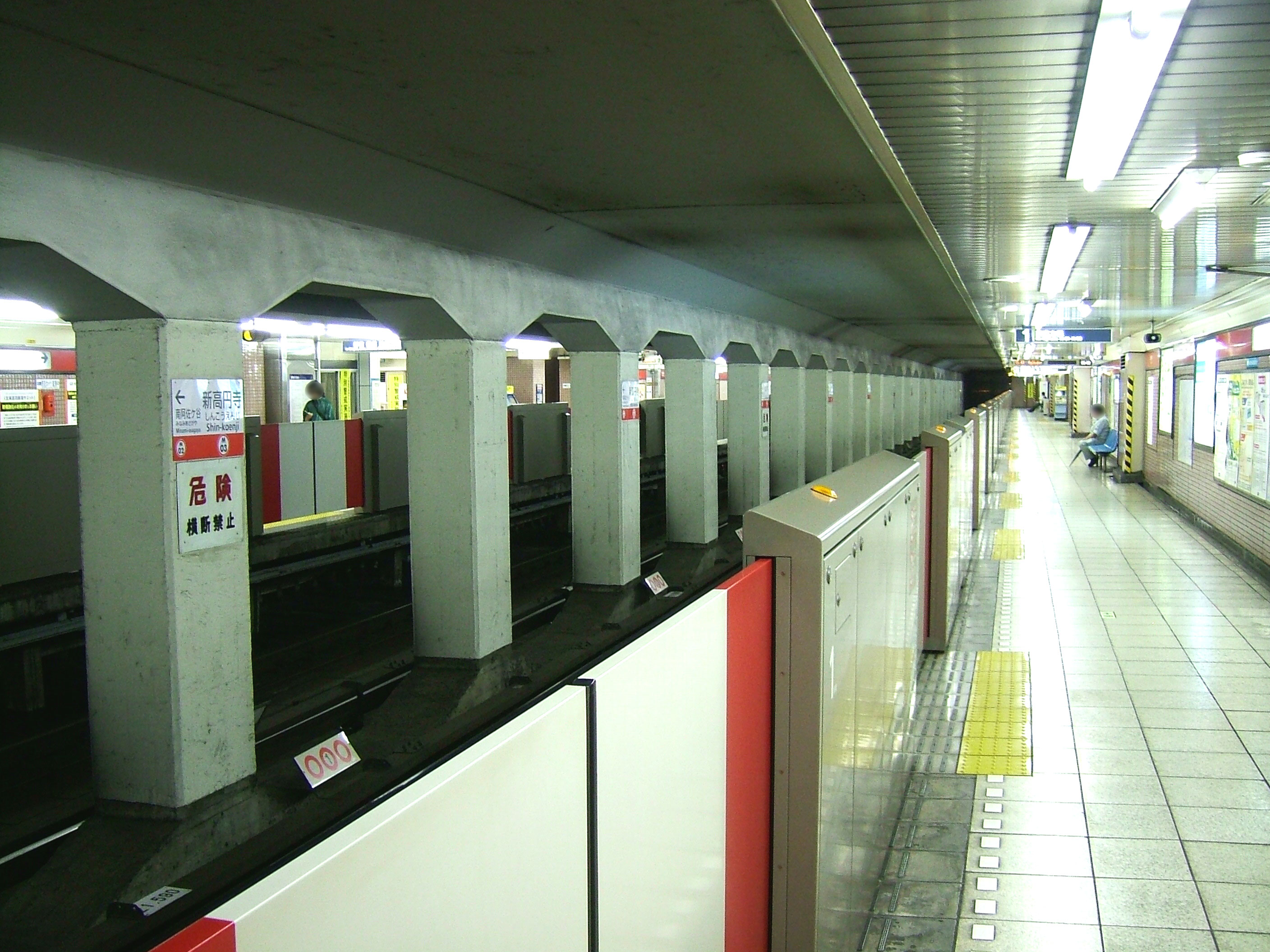
ホーム（2008年6月）

### 発車メロディ
ワンマン運転開始に伴い、スイッチ制作の発車メロディ（発車サイン音）が導入されている。
曲は1番線が「Blue sky」（谷本貴義作曲）、2番線が「ハートスタイル」（福嶋尚哉作曲）である。

### 出口
| 出口名称 | 出口周辺                                                                                     | 接続改札         | 備考             |
| -------- | -------------------------------------------------------------------------------------------- | ---------------- | ---------------- |
| 1        | 高円寺区民事務所・高円寺地域区民センター・社会教育センター・新高円寺ツインビル               | 梅里方面改札     | エレベーターあり |
| 2        | 高円寺学園・高円寺障害者交流館・高円寺保健センター・高円寺南児童館 子ども 子育てプラザ高円寺 | 高円寺南方面改札 |                  |

## 利用状況
2024年度の1日平均乗降人員は35,288人であり、東京メトロ全130駅中106位。
近年の1日平均乗降・乗車人員推移は下表の通り。
| 年度               | 1日平均 乗降人員 | 1日平均 乗車人員 | 出典     |
| ------------------ | ---------------- | ---------------- | -------- |
| 1990年（平成02年） |                  | 17,353           | [ * 1 ]  |
| 1991年（平成03年） |                  | 17,311           | [ * 2 ]  |
| 1992年（平成04年） |                  | 17,249           | [ * 3 ]  |
| 1993年（平成05年） |                  | 16,915           | [ * 4 ]  |
| 1994年（平成06年） |                  | 16,356           | [ * 5 ]  |
| 1995年（平成07年） | 31,043           | 16,077           | [ * 6 ]  |
| 1996年（平成08年） | 31,401           | 16,244           | [ * 7 ]  |
| 1997年（平成09年） | 31,002           | 16,022           | [ * 8 ]  |
| 1998年（平成10年） | 31,004           | 16,030           | [ * 9 ]  |
| 1999年（平成11年） | 30,364           | 15,697           | [ * 10 ] |
| 2000年（平成12年） | 30,415           | 15,718           | [ * 11 ] |
| 2001年（平成13年） | 30,919           | 15,803           | [ * 12 ] |
| 2002年（平成14年） | 30,217           | 15,690           | [ * 13 ] |
| 2003年（平成15年） | 30,290           | 15,732           | [ * 14 ] |
| 2004年（平成16年） | 30,951           | 15,685           | [ * 15 ] |
| 2005年（平成17年） | 30,887           | 15,608           | [ * 16 ] |
| 2006年（平成18年） | 31,257           | 15,748           | [ * 17 ] |
| 2007年（平成19年） | 32,499           | 16,437           | [ * 18 ] |
| 2008年（平成20年） | 33,316           | 16,814           | [ * 19 ] |
| 2009年（平成21年） | 32,938           | 16,734           | [ * 20 ] |
| 2010年（平成22年） | 32,918           | 16,616           | [ * 21 ] |
| 2011年（平成23年） | 32,336           | 16,410           | [ * 22 ] |
| 2012年（平成24年） | 33,392           | 16,765           | [ * 23 ] |
| 2013年（平成25年） | 34,742           | 17,458           | [ * 24 ] |
| 2014年（平成26年） | 34,819           | 17,496           | [ * 25 ] |
| 2015年（平成27年） | 35,977           | 18,071           | [ * 26 ] |
| 2016年（平成28年） | 36,767           | 18,449           | [ * 27 ] |
| 2017年（平成29年） | 37,291           | 18,701           | [ * 28 ] |
| 2018年（平成30年） | 38,161           | 19,148           | [ * 29 ] |
| 2019年（令和元年） | 38,044           | 19,085           | [ * 30 ] |
| 2020年（令和02年） | 27,727           |                  |          |
| 2021年（令和03年） | 28,984           |                  |          |
| 2022年（令和04年） | 31,901           |                  |          |
| 2023年（令和05年） | 34,052           |                  |          |
| 2024年（令和06年） | 35,288           |                  |          |

## 駅周辺

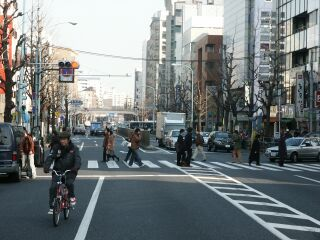
駅出入口周辺の青梅街道（2004年2月11日）

駅前から高円寺駅までの間には、高円寺ルック商店街・高円寺パル商店街がある。駅北側には寺院が点在し、地名の由来でもある「高円寺」もこの中に立地する。駅東側には環七通りと荒玉水道道路がある。
あきる野市の五日市へと至る五日市街道の起点がある。
青梅街道（東京都道4号東京所沢線・東京都道5号新宿青梅線）が駅前を東西に通っている。
- セシオン杉並
  - 杉並区社会教育センター
  - 杉並区高円寺地域区民センター
  - 杉並区役所 高円寺区民事務所
- 杉並福祉事務所 高円寺事務所
- 杉並区高円寺保健センター
- 学校法人光塩女子学園
  - 光塩女子学院中等科・高等科
- 学校法人堀之内学園
  - 東京立正短期大学
  - 東京立正中学校・高等学校
- 堀之内妙法寺
- 福寿院 - 浮世絵師・渓斎英泉（池田英泉）の墓地がある曹洞宗寺院[10]
- 新高円寺駅前郵便局
- 杉並松ノ木郵便局
- みずほ銀行 高円寺支店
- ココカラファイン薬局高円寺南店（三平ストア高円寺店の跡地に2022年4月1日オープン[11]）
- クイーンズ伊勢丹 新高円寺店
- ina21杉並新高円寺店
- 都営バス杉並支所
- 堀ノ内（堀之内）斎場

## バス路線

### 新高円寺
のりば番号については京王バス公式サイト「バスナビ.com」で表示されている便宜上の番号であり、実際は何も表記されていない。
のりば1
- 渋66（都営・京王）：渋谷駅前（渋谷駅）行
- 渋66（都営）：杉並車庫前行
- 渋66（京王）：杏林大学杉並病院前行

のりば2
- 渋66（都営・京王）：阿佐ヶ谷駅前（阿佐ヶ谷駅）行

### 新高円寺駅
のりば番号に関しては関東バスナビで表示される便宜上の番号であり、実際は何も表記されていない。
のりば1（駅前 青梅街道上）
- 中35・高43：五日市街道営業所行
- 中36：五日市街道営業所・松庵経由 吉祥寺駅行
- 高45・新02（関東・京王）：松ノ木住宅経由 永福町行
- 深夜急行バス：降車専用(銀座始発三鷹駅行き)

のりば2・のりば4（高円寺駅方面 のりば番号は異なるが同じ場所）
- 高43：高円寺駅南口行
- 高45（関東・京王）：高円寺駅南口行
- 中86（京王）：高円寺駅南口行

### 大法寺前
のりば番号に関しては関東バスナビで表示される便宜上の番号であり、実際は何も表記されていない。
のりば1(五日市街道下り)
- 中35・高43：五日市街道営業所行
- 中36：五日市街道営業所・松庵経由 吉祥寺駅行
- 高45・新02（関東・京王）：松ノ木住宅経由 永福町行
- 深夜急行バス：降車専用(銀座始発吉祥寺駅行き)

のりば2・のりば4（五日市街道上り のりば番号は異なるが同じ場所）
- 中35・中36：中野駅行
- 高43：高円寺駅南口行
- 高45（関東・京王）：高円寺駅南口行

## 隣の駅
東京地下鉄（東京メトロ）
 丸ノ内線
南阿佐ケ谷駅 (M 02) - 新高円寺駅 (M 03) - 東高円寺駅 (M 04)